# Aphelandra tetragona
Aphelandra tetragona là một loài thực vật có hoa trong họ Ô rô. Loài này được (Vahl) Nees mô tả khoa học đầu tiên năm 1847.

## Hình ảnh

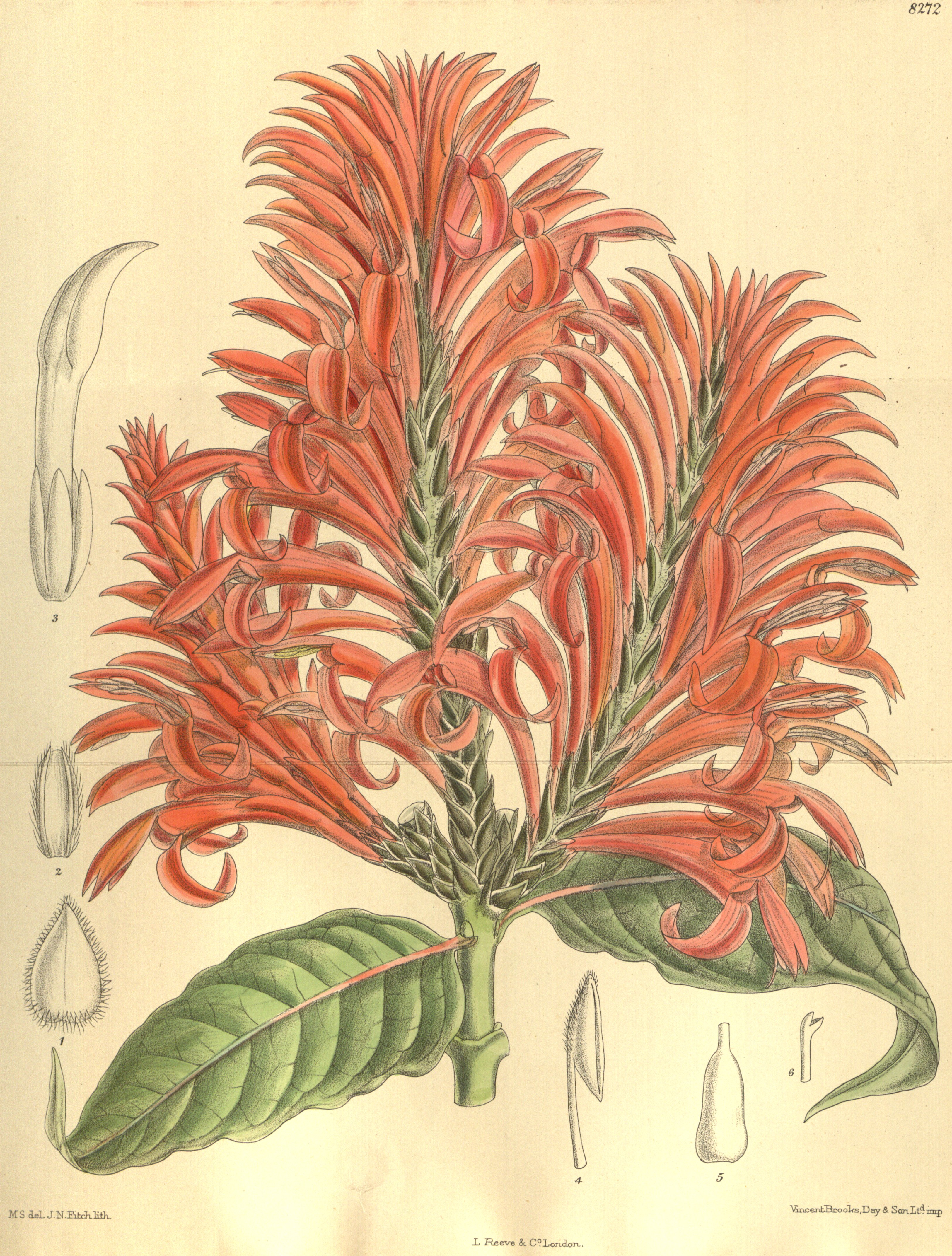